# Comissão Eleitoral de Unidade Democrática
A Comissão Eleitoral de Unidade Democrática (CEUD) foi uma formação eleitoral oposicionista que disputou as eleições legislativas de 1969 nos círculos de Lisboa, Porto e Braga (foi rejeitada pelas autoridades portuguesas a candidatura por Moçambique), onde a oposição ao Estado Novo não chegou a acordo para estabelecer listas unitárias, sobretudo em virtude das disputas entre socialistas e comunistas.
Além do grupo político liderado por Mário Soares, a Acção Socialista Portuguesa (ASP), as candidaturas da CEUD incluíam ainda algumas personalidades católicas (como Alçada Baptista e Sophia de Mello Breyner Andresen) e monárquicas (nomeadamente Francisco Sousa Tavares e Gonçalo Ribeiro Telles). A formação da CEUD visava sobretudo destacar perante o país a existência dos socialistas, demarcando-se do Partido Comunista Português (PCP). 
Após uma campanha afectada por múltiplas dificuldades levantadas pela Polícia Internacional e de Defesa do Estado (PIDE) e pelas autoridades oficiais, a CEUD obteve resultados modestos, traduzidos somente em 8673 votos (5,2% do total) obtidos em Lisboa, não conseguindo eleger qualquer deputado para a Assembleia Nacional. Para Mário Soares, o número de votos da CEUD, ultrapassada pela Comissão Democrática Eleitoral (CDE) em Braga e Lisboa, não deixa de ser decepcionante. As legislativas serviram sobretudo para a afirmação do projecto socialista, numa lógica de afastamento do PCP, que apoiava o CDE, e o reforço da notoriedade de Mário Soares, o líder da ASP (que teria de se exilar novamente no ano seguinte).

## Resultados Eleitorais

### Eleições legislativas
| Data | Líder        | CI. | Votos  | %             | +/- | Deputados | +/- | Status            | Notas |
| ---- | ------------ | --- | ------ | ------------- | --- | --------- | --- | ----------------- | ----- |
| 1969 | Mário Soares | 3.º | 16 863 | 1,51 / 100,00 |     | 0 / 130   |     | Extra-parlamentar |       |